# Alfred Goldie
Alfred William Goldie (Coseley, Staffordshire, 10 de dezembro de 1920 — Barrow-in-Furness, 8 de outubro de 2005) foi um matemático inglês.
Goldie foi professor assistente (lecturer) na Universidade de Nottingham, de 1946 a 1948, lecturer e depois lecturer sênior na Newcastle University, de 1948 a 1963, e depois professor de matemática pura na Universidade de Leeds, de 1963 a 1986.
Recebeu em 1970 o Prêmio Berwick Sênior da London Mathematical Society, sociedade da qual foi vice-presidente, de 1978 a 1980.
Trabalhou com teoria dos anéis, introduzindo a notação de dimensão uniforme de um módulo. É conhecido pelo teorema de Goldie.